# تایرون ئی. دیوید
تایرون ئی. دیوید (انگلیسی: Tirone E. David؛ زادهٔ ۲۰ نوامبر ۱۹۴۴) جراح برزیلی‌الاصل اهل کانادا و استاد رشتهٔ جراحی دانشگاه تورنتو است. وی پزشک «مرکز قلب مانک» بیمارستان عمومی تورنتو است. شهرت او به واسطهٔ ابداع روشی برای جراحی ریشهٔ سرخرگ آئورت است که در آن دریچهٔ اصلی آئورت حفظ می‌شود. به این شیوهٔ جراحی روش دیوید می‌گویند که در درمان مواردی همچون مبتلایان به نشانگان مارفان کاربرد دارد.
وی دوران پزشکی عمومی را در برزیل در سال ۱۹۶۸ به پایان رساند. سپس با ایالات متحده آمریکا رفت و دوران دستیاری جراحی عمومی را در آنجا گذراند. سرانجام برای گرفتن فوق‌تخصص جراحی قلب و قفسهٔ سینه در سال ۱۹۷۵ میلادی به دانشگاه تورنتو در کانادا آمد.
وی در ژوئیه ۱۹۷۸ یکی از استادان بیمارستان عمومی تورنتو شد. او همچنین از سال ۱۹۸۰ تا ۱۹۸۹ میلادی، رئیس بخش جراحی قلب بیمارستان تورنتو وسترن و از سال ۱۹۸۹ تا ۲۰۱۱ رئیس بخش جراحی قلب بیمارستان عمومی تورنتو شد. او از اعضای هیئت مشاورهٔ حرفه‌ای انجمن مارفان کاناداست.